# Can Baró (Terrassa)
Can Baró és un antic mas situat a la plaça Vella de Terrassa, a l'inici del carrer de la Font Vella, catalogat com a bé cultural d'interès local.

## Història
La construcció primitiva, probablement de final del segle xvi, era un mas de característiques rurals establert dins de la vila de Terrassa. A començament del segle xix s'hi instal·là una fàbrica de xocolata, i pel 1855 una vaqueria. Posteriorment, passà a mans de Lluís Antoni de Ramon i Argelers, tercer baró de Corbera, que fou regidor de Terrassa el 1868 i diputat a Corts el 1871.
El baró morí a París el 1903 i la casa fou heretada pel seu fill Pau Joan de Ramon i Jaubet, que es va arruinar i va haver de vendre's el patrimoni familiar. El 1917, Can Baró va passar a mans de Joan Donadeu i Guillemot.

## Descripció
Es tracta d'una antiga casa senyorial amb tipologia de masia, que la fa destacar del seu entorn. El cos principal és de planta baixa, pis i golfes. La coberta és a dues aigües. La façana principal, de composició simètrica, presenta un portal d'arc de mig punt i amb dovelles de grans dimensions. A ambdós costats s'hi han realitzat grans obertures que l'han desfigurat considerablement. Els brancals, trencaaigües i llindes (en una de les quals figura la data de 1603) són de pedra.
A la façana secundària, que dona al carrer dels Gavatxons, fou típic el treball del temps de la verema de les vinyes del baró, on a la casa hi havia els cups. La resta de façanes presenta un estucat amb imitació de carreus encoixinats. Està flanquejada per edificis o cossos afegits de possibles ampliacions, entre mitgeres i de la mateixa alçada, amb igual tractament de les façanes.